# Amnézie
Amnézie je ztráta paměti zasahující explicitní (sémantickou nebo epizodickou) paměť. Většinou jí předchází zranění (fyziologický základ), amnézii však může způsobit i intoxikace některými látkami („alkoholové okénko“), některé vývojové procesy (deteriorace intelektu a stařecké demence, například Alzheimerova choroba) či může být amnézie zcela psychogenní při některých neurotických obtížích.
Rozlišujeme tři druhy amnézie:
- anterográdní – jedná se o neschopnost vštípit si do paměti jakékoliv nové informace a zážitky po spouštěcím stimulu
- retrográdní – ztráta paměti víc postihuje schopnost vybavit si poznatky a zážitky z nedávné doby, kdežto vzdálenější vzpomínky postihuje pomaleji a méně
- dětská – neschopnost vybavit si vzpomínky na první roky života. Příčin může být několik:
  - Mozek (hipokampus) na to zatím není dostatečně zralý.
  - Vzpomínky z té doby jsou uloženy v nesrozumitelném formátu (řazení dle emocionální osy, ne dle časové). Není osvojená řeč, uchování ve verbální podobě tedy není možné.
  - Vzpomínky na toto období jsou natolik úzkostné, že jsou vytěsněny do nevědomí.
  - Není dosud utvořeno vědomí vlastního „já“.

Dále je vhodné rozlišovat obecně problémy při vštěpování do paměti a při vzpomínání na informace v paměti již uložené. Například v prvních fázích vývoje Alzheimerovy choroby zůstává nedotčená dlouhodobá paměť, zato krátkodobá je silně narušena (člověk se nedokáže naučit nové věci), kdežto po některých závažných úrazech mozku zůstává schopnost zapamatovat si nenarušena, ovšem informace v dlouhodobé paměti jsou narušeny či ztraceny.